# 河口乡 (桑植县)
河口乡，是中华人民共和国湖南省张家界市桑植县下辖的一个乡镇级行政单位。

## 行政区划
河口乡下辖以下地区：
科溪村、懂市村、河口村、插旗村、富溪村、咱家村、马骆村、杨湾村、两岔村、千民村、新南村、西坪村、林兴村、沙洲村、太坪村、塘方村、神州村、上坪村、下坪村和朝东村。